# 三段击

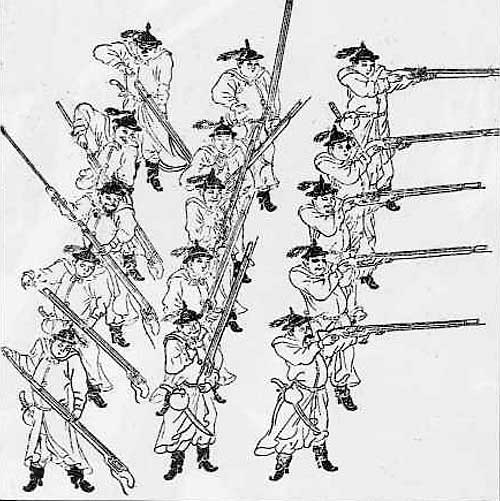
採用三段擊戰術的明軍火槍手

三段擊（另稱三段射）是流行於13-18世紀、後膛槍發明前的火繩槍射擊戰術。具體作法為將火槍兵分成三隊：一隊射擊、二隊準備射擊、三隊裝填彈藥。一隊射擊完畢退至原三隊後裝填，成為新的三隊，此時原二隊變成前隊進行射擊，原三隊變成二隊且裝填完畢準備射擊，如此循環往替。這項戰術填補了發射後至裝填完畢前的火力真空，有效地緩解了火繩槍裝填緩慢的弱點並保障了火力的可持續性。

## 歷史

### 中國
明成祖在平交趾时名将沐英发明神机铳战法，具体为将士兵列为三排，第一排射击后迅速将火铳传递给第二排，同时从第二排手中接过装填好的火铳；第二排再从第三排接过装填好的火铳，同时将未装填的火铳传递给第三排装填；如此反复轮换，此法最早由镇守云南的明军时对付叛军象兵使用，后来经改良由神机营使用，用来对付机动性更强的骑兵。

### 日本
日本战国时代，织田信长在長篠之戰中采用了三段击战术击败了武田胜赖的骑兵。
在這場戰役中，織田軍集中使用了大量火枪。鑒於火槍一次只能打一發彈藥，且裝填時間又長，因此织田军使用了三段射击战法。此種戰法中一個射擊「小組」有三人，共用一桿火槍，其中一人負責射擊，射擊完畢後遞給第二個人裝填槍膛內火藥及子彈，隨後遞給第三人負責調整火繩及及裝填火皿火藥。此種戰法類似流水線作業，大幅加快射擊的速度。織田、德川聯軍以此戰法在長筱之戰中於設樂原重挫武田军騎兵並獲得勝利。

### 欧洲
16世纪欧洲标准的步兵战斗队形就是双方步兵排成两三排，结成巨大地横阵或者方阵；整个阵列延伸几英里，双方阵列互相推进至几百米距离后互相对射；尽量集中更密集和持续的火力杀伤敌人。

## 意义
三段击战术的普及和应用，改善了早期火枪火力不能持续的弱点，让军事家认识到火枪部队的巨大杀伤力，加快冷兵器的淘汰速度并促进了步枪在战场上的普及和应用；对枪械的发展改进和战法的革新，有极大的促进作用。